# Pagode Shwedagon
O pagode Shwedagon, Shwedagon Paya ou pagode de Shwedagon (de shwe, ouro, e dagon, antigo nome de Yangon) (birmanês:  ရွှေတိဂုံဘုရား, IPA: [ʃwèdəɡòʊɴ pʰəjá]), nome oficial Shwedagon Zedi Daw (birmanês:  ရွှေတိဂုံစေတီတော်, [ʃwèdəɡòʊɴ zèdìdɔ̀]) é um Stupa extraordinário situado na serra de Singuttara em Yangon na Birmânia (também conhecido como Myanmar). Este lugar santo budista é o primeiro centro religioso da Birmânia, porque segundo a lenda, contem as relíquias de quatro antigos Budas, com oito cabelos do Buda Siddhartha Gautama.

## Lenda
Segundo a lenda, dois irmãos comerciantes da região de Yangon, que viajavam em Biga nas estradas da Índia, souberam por um deva que tinha sido parente deles numa vida anterior, o nascimento de um novo Buda que tinha realizado o Nirvana havia sete semanas. Gautama meditava debaixo da árvore Rajayatana havia sete dias quando on mercadores vieram têr com ele, prosternaram-se e ofereceram-lhe bolos de mel. Antes de partir, pediram-lhe oito cabelos para trazerem alguma coisa para venerar. O Buda aceitou e quando tiveram os cabelos na mão, estes meteram-se a brilhar, iluminando a floresta. Os elementos se regozijavam : a terra meteu-se a bolir e os oceanos a ferver. Buda disse-lhes de construir um zedi (stupa) sobre a serra de Singuttara, onde as relíquias dos três antigos budas já se encontravam. Os irmãos partiram então sem voltar costas ao Buda.
Constatando que não possuíam nada de suficientemente digno para transportar os cabelos, o nat Thagarmin ofereceu-lhes um cofre de esmeraldas onde irmãos guardaram os cabelos durante a viagem. Quando chegaram, deram-no ao rei Okkalapla com as indicações do Buda. O sítio da serra era desconhecido, e o rei ofereceu grandes recompensas a quem o achasse. Enquanto que ninguém conseguia, nats servidores de Thagarmin arrotearam uma noite a serra, que apareceu assim claramente aos olhos de todos. Okkalapla fez então construir aí um stupa. Quando abriu o cofre contendo a relíquia, os cabelos d Buda meteram-se a brilhar, as árvores floresceram e uma chuva de pedras preciosas caiu do céu. Foram encaixadas no pagode.

## História
Segundo os textos monásticos, o stupa principal teria então sido construído durante a vida do Buda Gautama, no século VI antes de Cristo, mas isso é contestado pelos arqueólogos que situam sua construção entre o século VI e X da nossa era, pelos Mons.

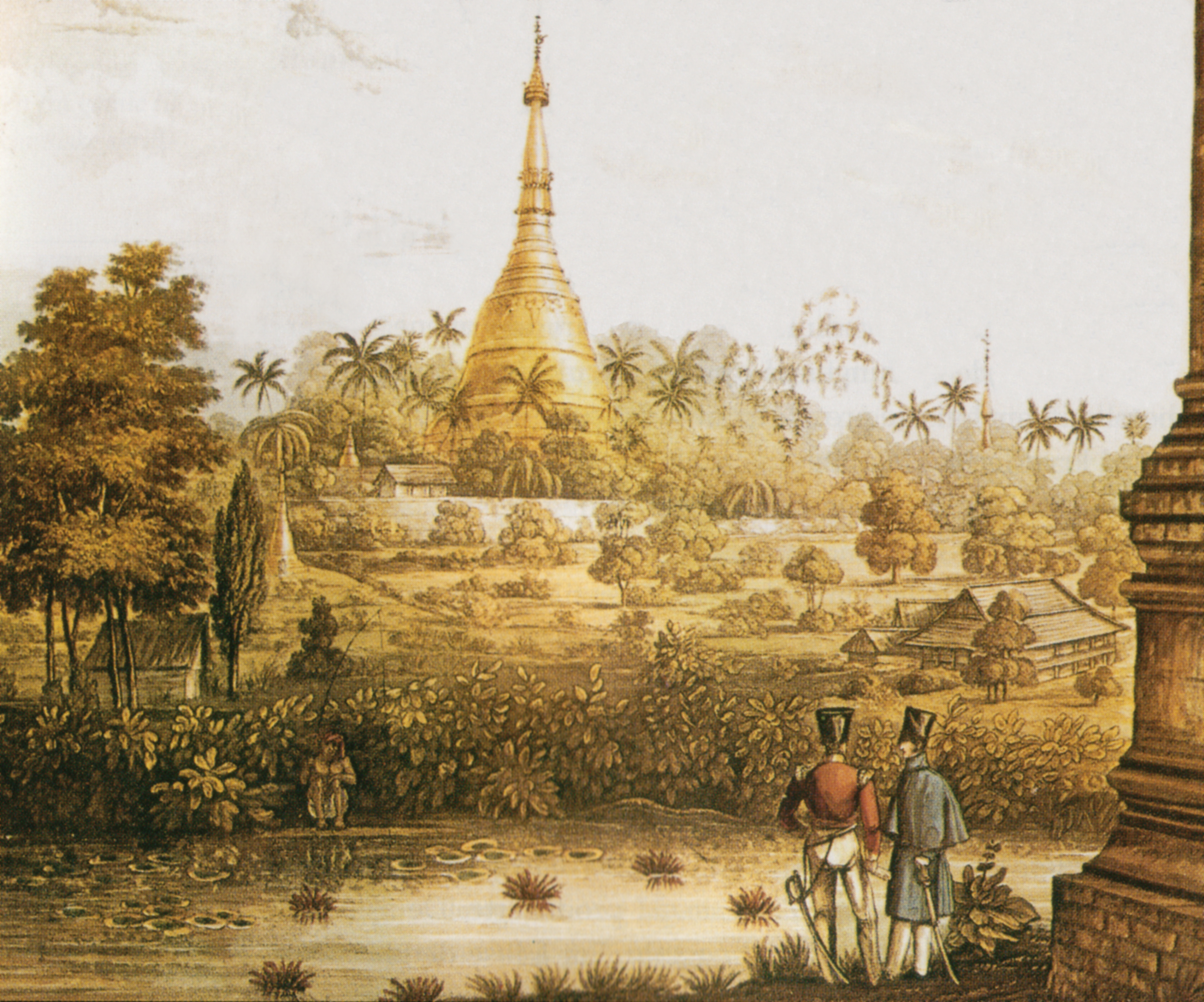
Um oficial inglês olha para o pagode, numa litografia de 1825

 O primeiro stupa, em mau estado, é reconstruído nos anos 1300, pelo rei Mon Binnya U, que o levantou até 18 metros. No século XV, a rainha Shin Sawbu (1453-1472) fez grandes trabalhos para melhorar a sua forma e suas dimensões, dando o seu peso em ouro para cobrir o stupa (a tradição teria sido respeitada até a nossa época). O seu sucessor, o rei Dhammazedi, oferece em 1485 um enorme sino de 30 toneladas. Mas em 1608, o aventureiro português Filipe de Brito e Nicote rouba o sino. Brito tinha a intenção de fundir o sino para fazer canhões para Sirião, mas durante o transporte sobre o rio, o sino afundou-se com o barco, e nunca mais foi recuperada.
Ao longo dos séculos, uma série de terremotos danificaram o local. Os danos mais extensos foram causados por o de 1768: o topo da stupa desmoronou-se. Foi consertado e ampliado pelo rei Hsinbyushin ( da Dinastia Konbaung ) que lhe deu sua aparência final. Um sino de 24 toneladas foi oferecido pelo seu sucessor Singu Min em 1778, também ele foi roubado pelos britânicos durante a primeira guerra anglo-birmanesa (1824-26), mas afundou no rio Hlaing. Foi recuperada apenas em 1926 e agora está no canto noroeste. O sítio foi ocupada por diversas vezes por oficiais britânicos durante as guerras anglo-birmanesas 

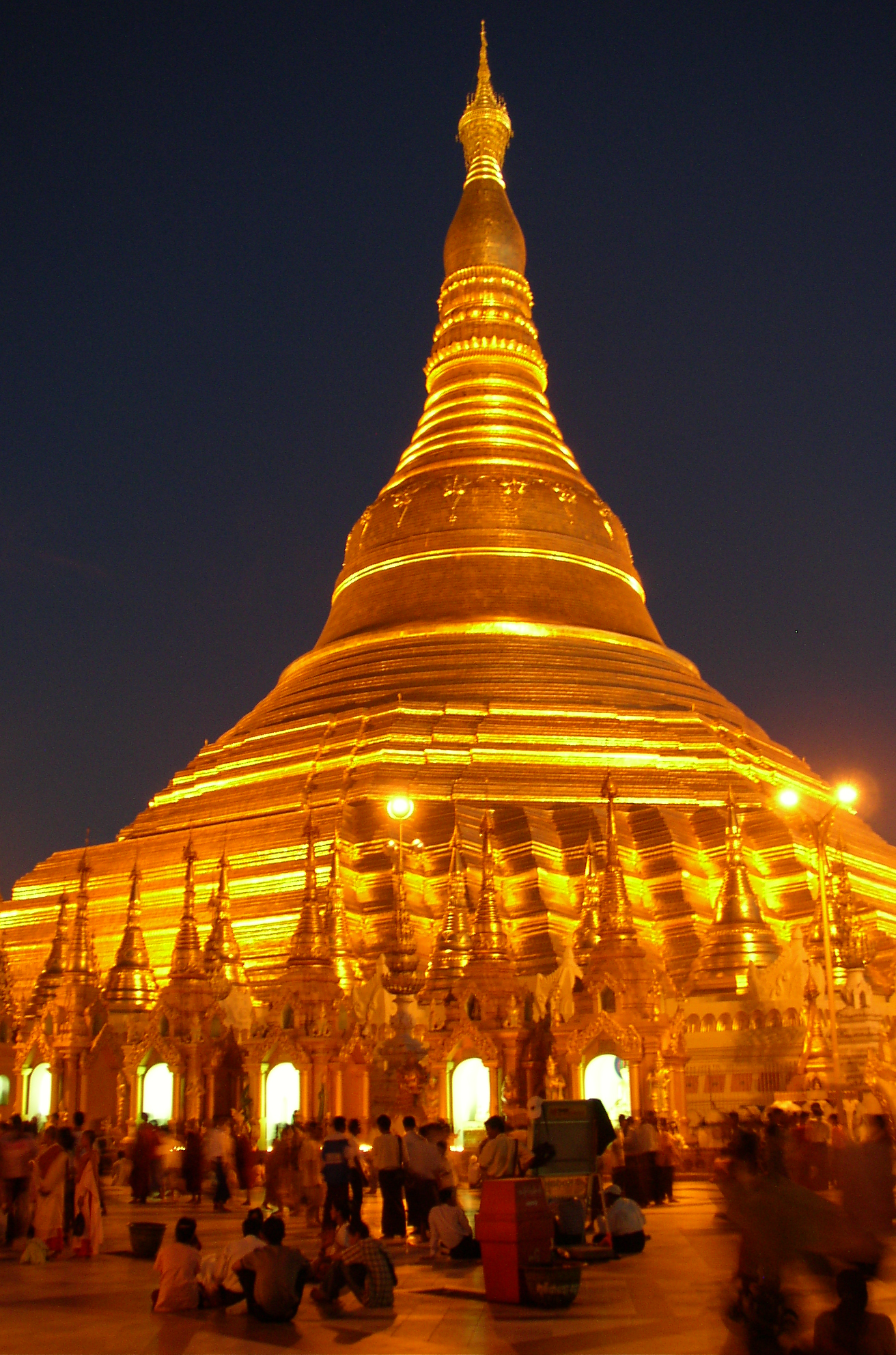

Um novo hti (coroa) foi oferecido pelo Rei Mindon Min em 1871, após a anexação da Baixa Birmânia pelos britânicos.
O local também sofreu vários danos nos tempos modernos. Em 1931 um grande incêndio danificou o pagode. Em Outubro de 1970, um terremoto de intensidade moderada desviou visivelmente o eixo do "hti". Um andaime provisório foi então construído para reparos. 
Em 9 de outubro de 1983, um atentado organizado pela Coreia do Norte contra o presidente sul-coreano Chun Doo-hwan no Mausoléu do Mártir, perto do pagode Shwedagon, matou 21 pessoas, sendo 17 da sua comitiva, incluindo quatro ministros.
Durante os acontecimentos políticos de 2007, na Birmânia, o local, que serviu como um ponto de encontro para os monges, foi interdito durante alguns dias.

## O local
Localizado a 2 km do centro de Yangon, Shwedagon Pagoda Road, No. 1, o pagode é baseado em uma plataforma pavimentada com mármore de 5,6 mil hectares, no cume da colina Singuttara, 51 m acima da cidade. Ele domina o horizonte. É alcançado por escadas e elevadores situados nos quatro pontos cardeais. Dois Chinthes (leões míticos) monumentais guardam a entrada Sul; foram oferecido pelo rei Tharrawaddy Min durante a sua visita em 1841. O principal templo está rodeado por um vasto complexo de 72 outros pagodes, pagodões, salas de oração, Tazaungs, pyatthats e outros edifícios religiosos de arquitetura tipicamente birmanesa, assim como muitas estátuas de budas e de nats.

### O pagode principal
O stupa atinge 98 metros de altura. Sua base é feita de tijolos cobertos com milhares de placas de ouro. É cercada por uma floresta de pagodes 64 pequenos "pagodões" , que formam um pequeno recinto, com 4 grandes templos localizados nos pontos cardiais.
Na flecha encontra-se  uma espécie de coroa, chamado "hti" em birmanês, onde estão penduradas as 1065 sinetas de ouro e 420 de prata, e um catavento ornamentado com pedras preciosas. Ele termina com o "seinbu", uma pequena esfera de ouro incrustado com milhares de diamantes incluindo uma esmeralda de 76 quilates.

### Outros edifícios notáveis

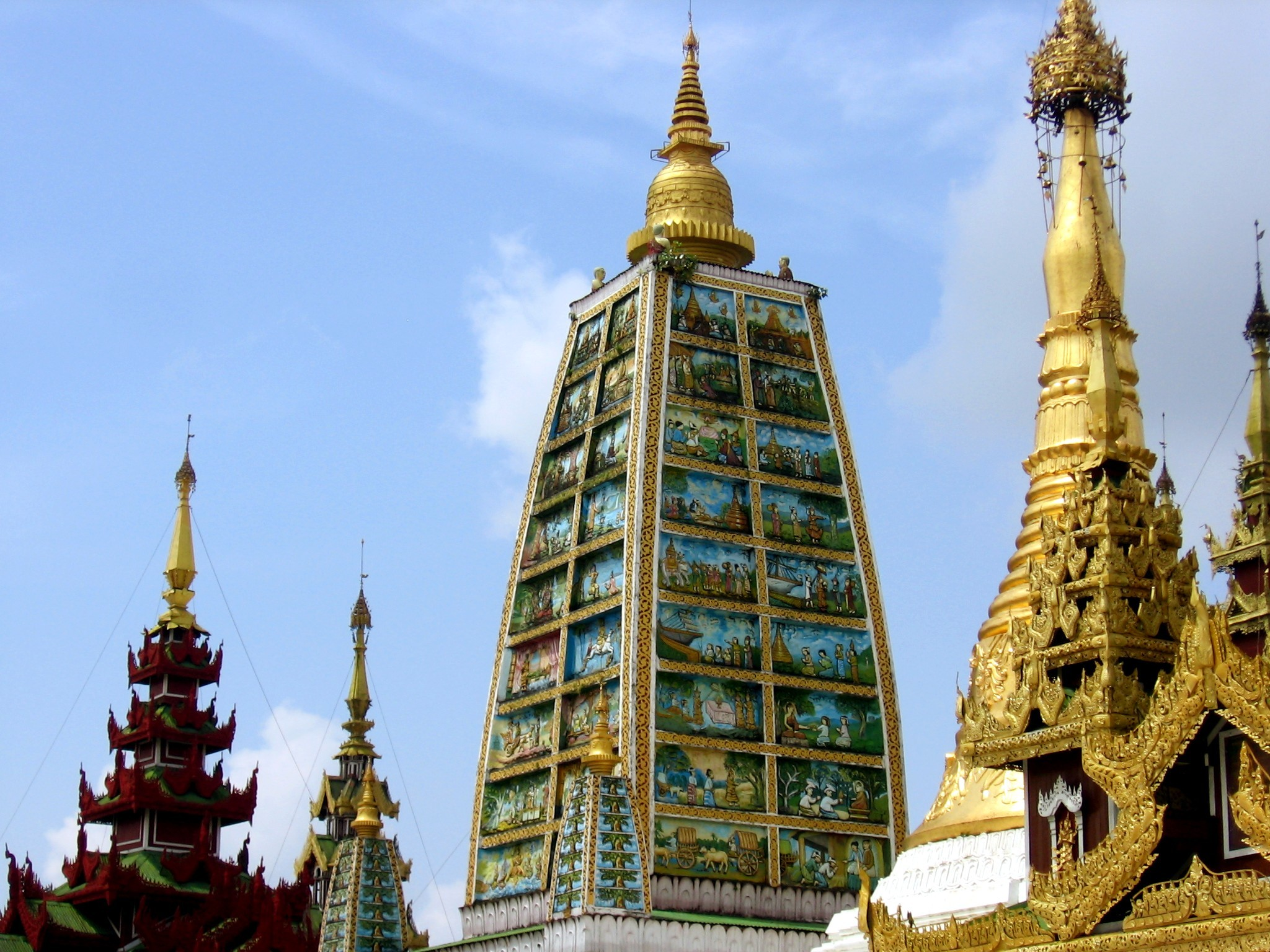
coluna que narra a vida de Gautama

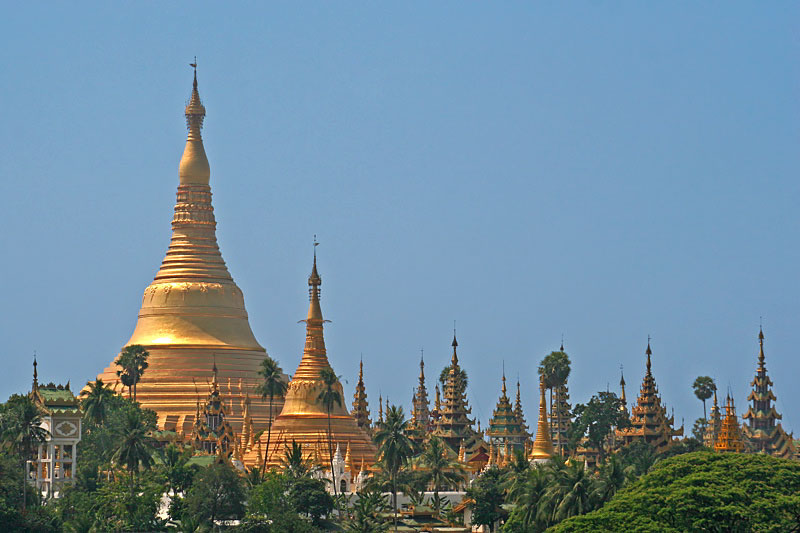
Stupa principal e pagode Shinsawpu (primeiro plano)

- A "coluna de Buda", que narra a vida de Gautama. É inspirada no Templo Mahabodhi em Bodh-Gaya (Índia).
- O pagode Shinsawpu, também dourada, encontra-se no ângulo nordeste. Provavelmente construída por Shinsawpu, é também chamado de "O pagode dos quatro Bar" por quatro monges cujos nomes começavam por "Bar" teriam desempenhado um papel importante na sua edificação[8].
- Maha Tisadda Ghanta ("o grande sino de três tons" em birmanes[8]) é O maior sino do local,  foi oferecido pelo Rei Tharrawaddy em 1841. Pesa cerca de 42 toneladas e está localizado no ângulo nordeste.

### Apontamentos
O Pagode Shwedagon alberga os monumentos funerários de :
- Supayalat (1859-1925), última rainha da Birmânia.
- Daw Khin Kyi, esposa de Aung San e mãe de Aung San Suu Kyi.
- U Thant (1909-1974), ex-Secretário Geral das Nações Unidas.

## Rituais
O local é especialmente dedicado ao budismo Teravada, dominante na Birmânia. Muitos monges visitam-no, mas o templo também recebe muitos fiéis e turistas, estrangeiros e birmaneses. 
Antes de entrar no complexo, os visitantes devem tirar os sapatos e verificar que estão  vestidos convenavelmante. O fiéis geralmente vêm para rezar, prestar homenagem a Buda, agradecer os nats, invocar um destino favorável ou remir seus pecados (mau karma) para renascer em melhores condições. Para isso, realizam diferentes rituais, como fazer oferendas ou despejar água sobre uma estátua. Segundo o costume, eles dão a volta ao stupa no sentido horário (direção do movimento das agulhas do relógio).

## Galeria

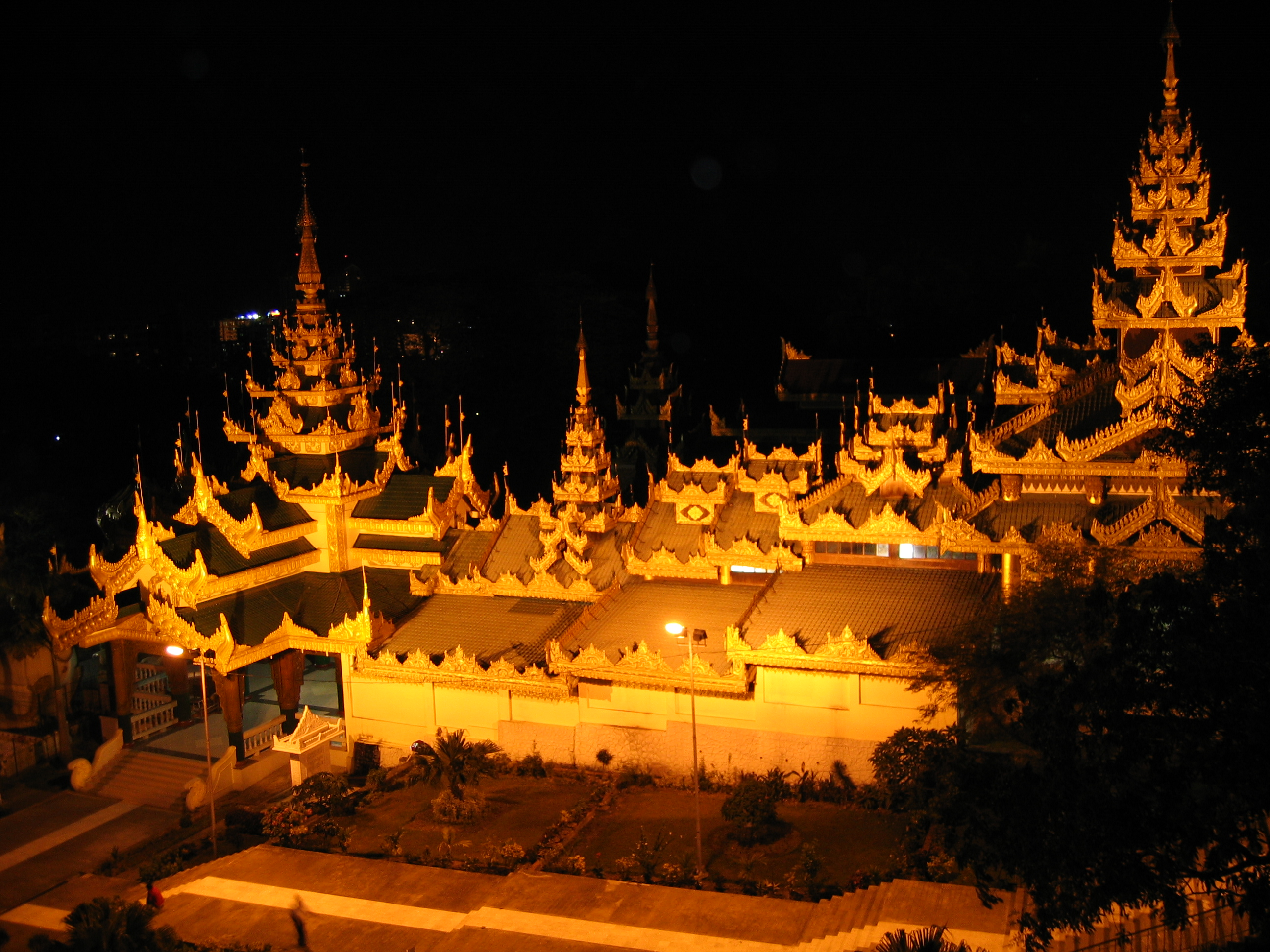
Fora dos portões
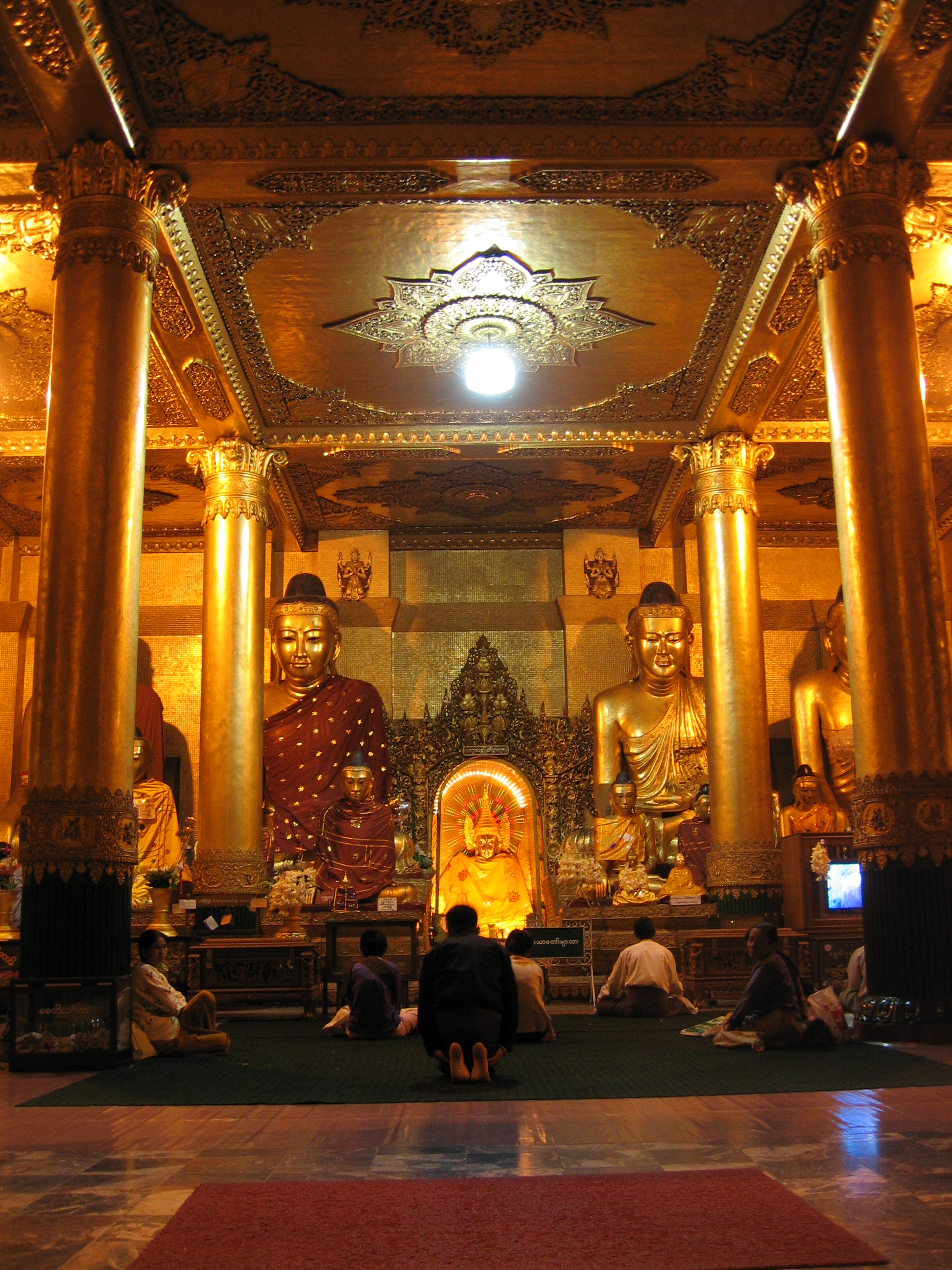
Devotos homenageando o Triple Gem
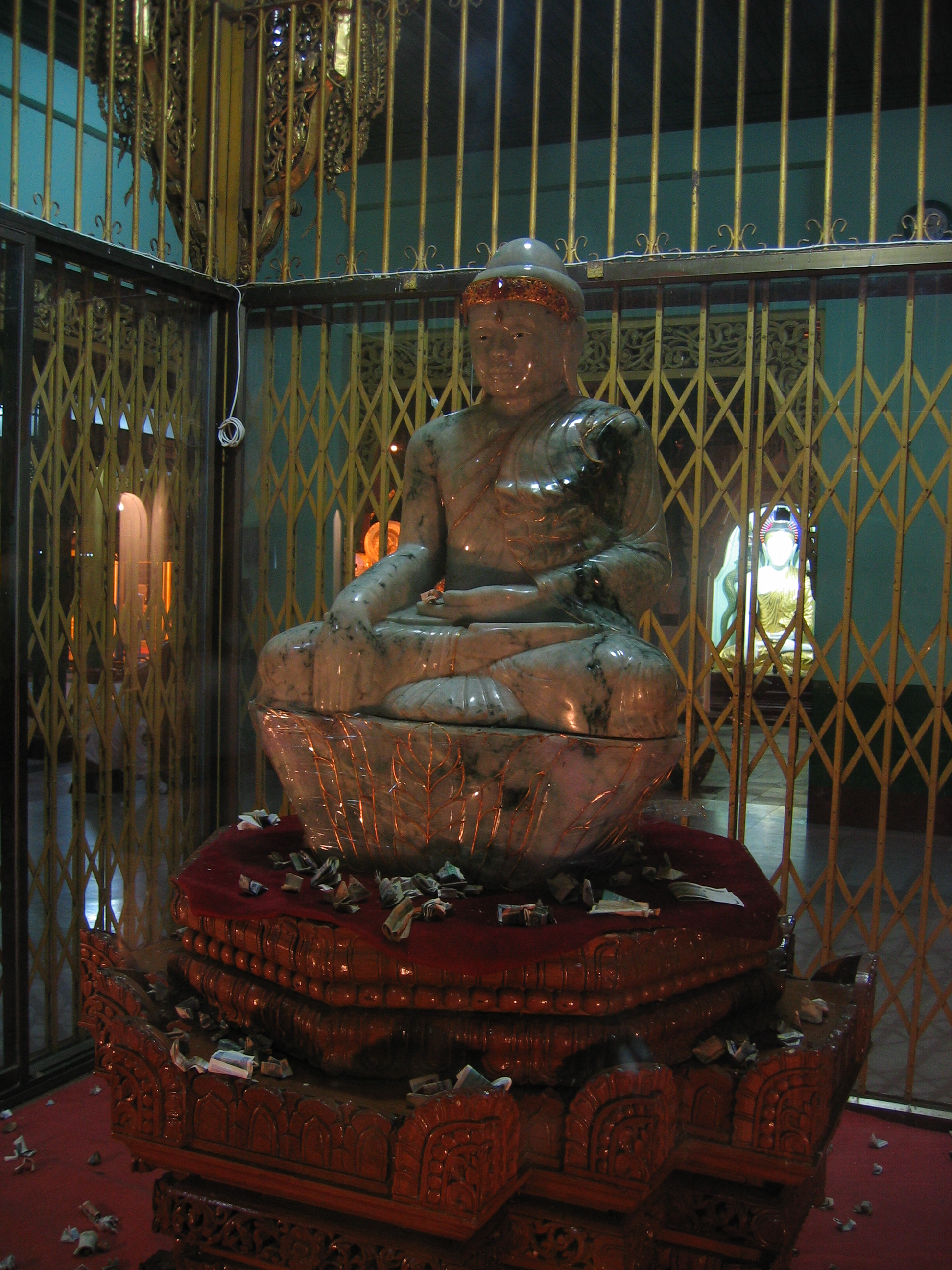
Buda Jade
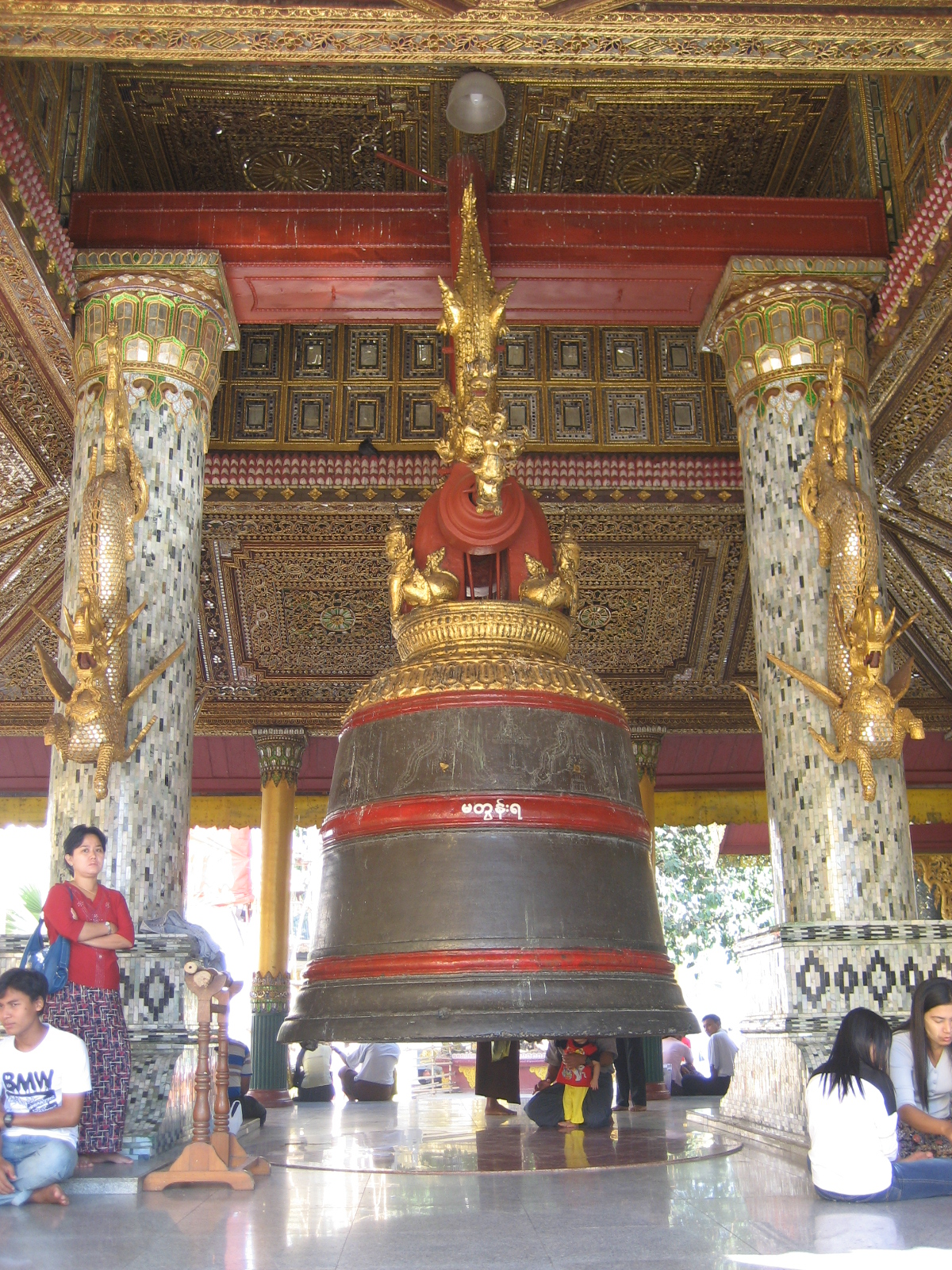
O Sino Tharrawaddy Min
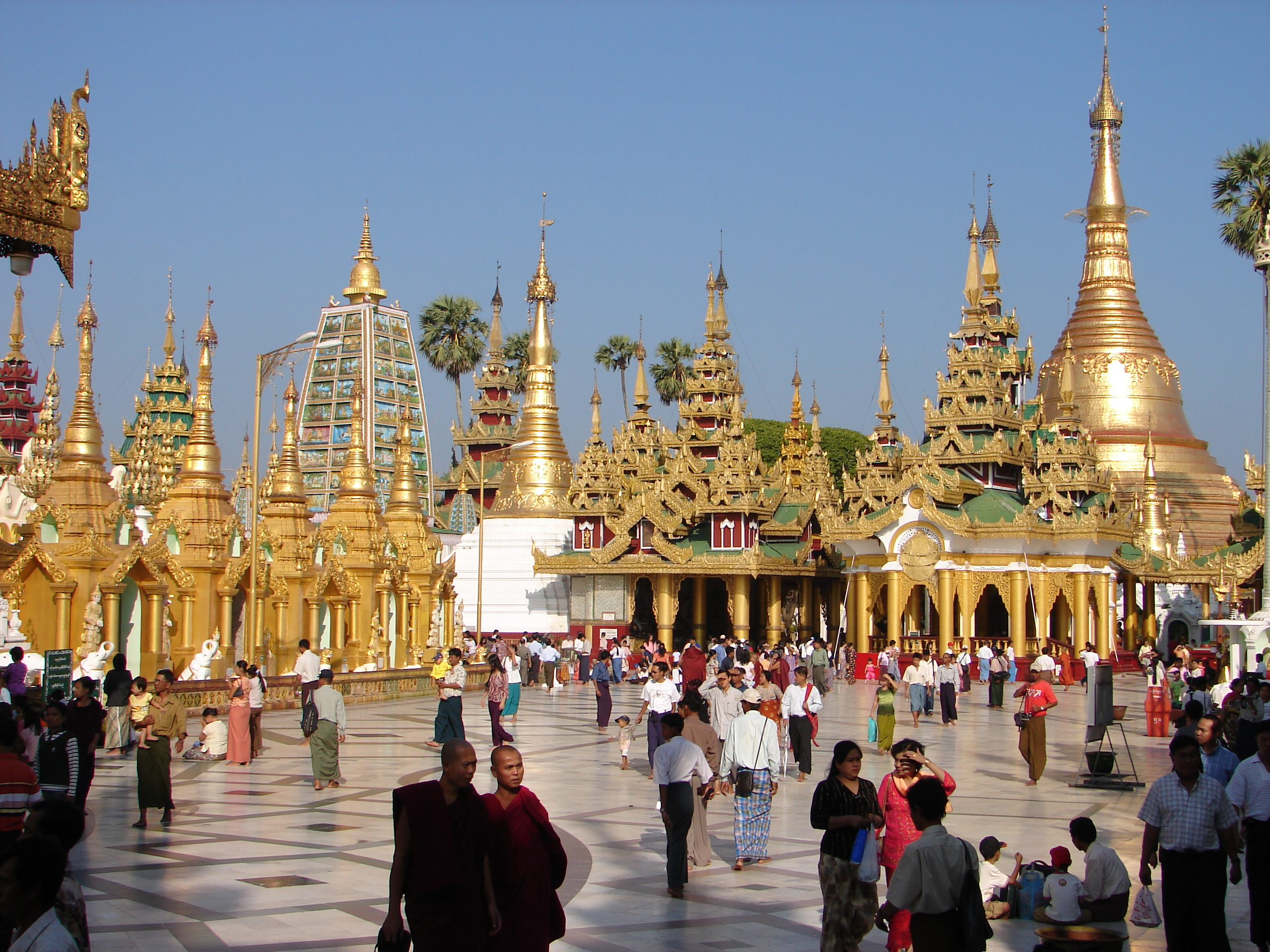
Um dia cheio em Shwedagon
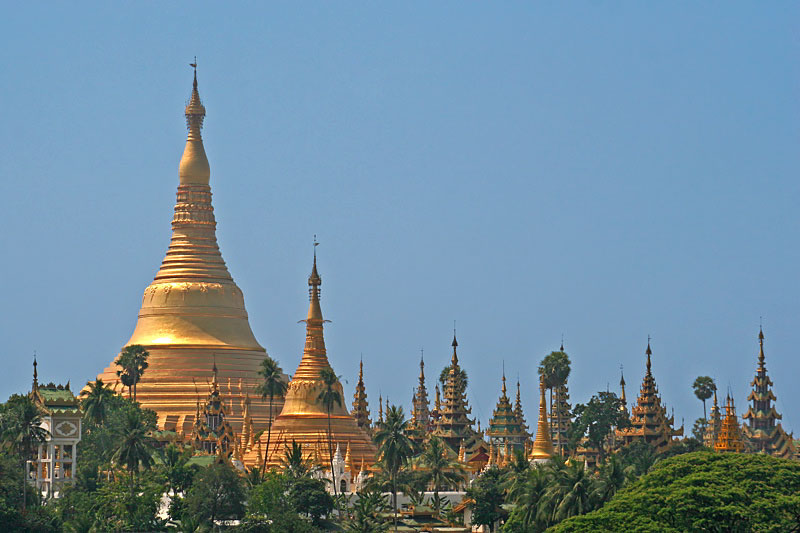
Shwedagon, uma floresta de pagodes
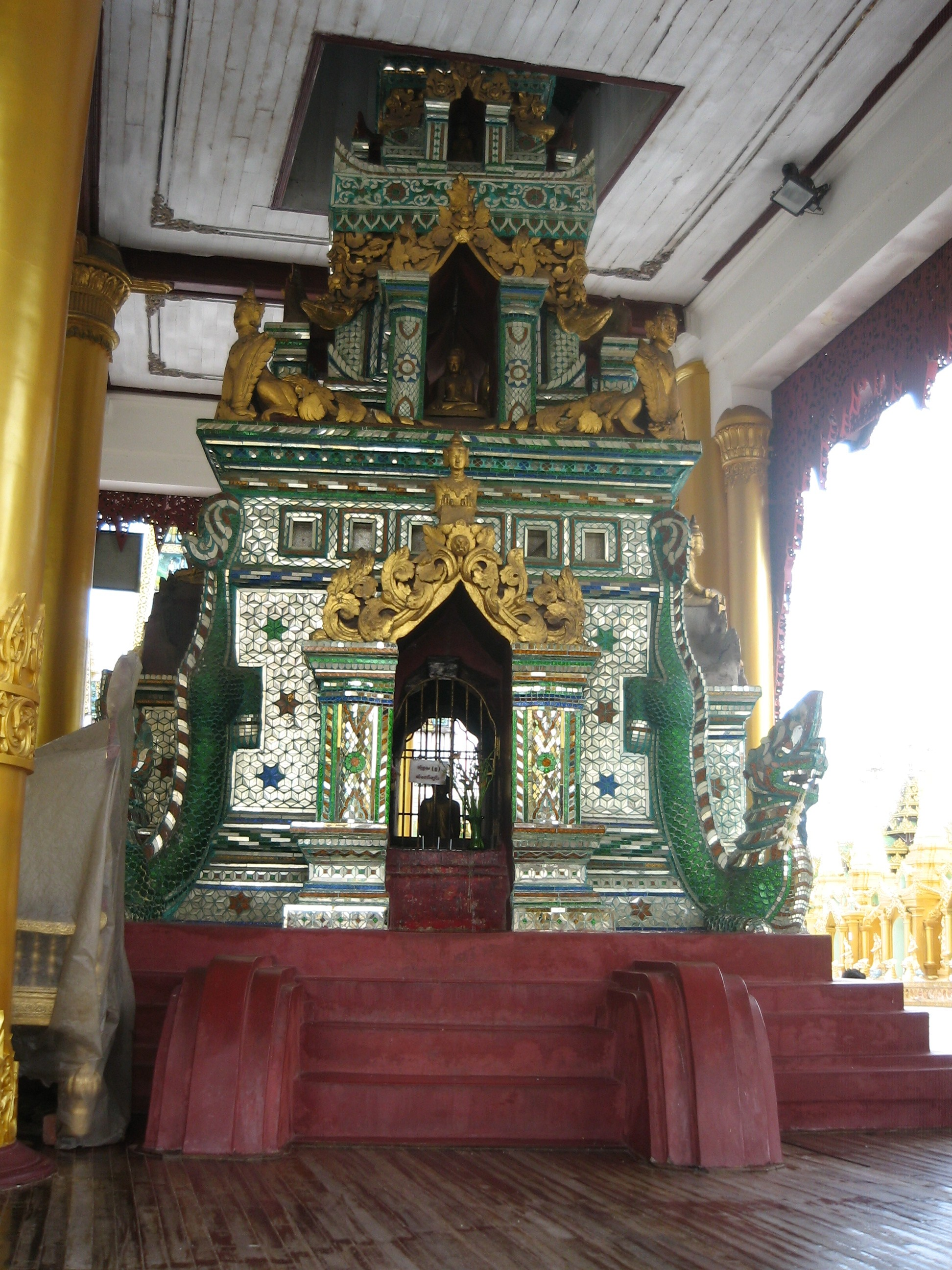
Um poço mítico, coberto por um mosaico de vidro
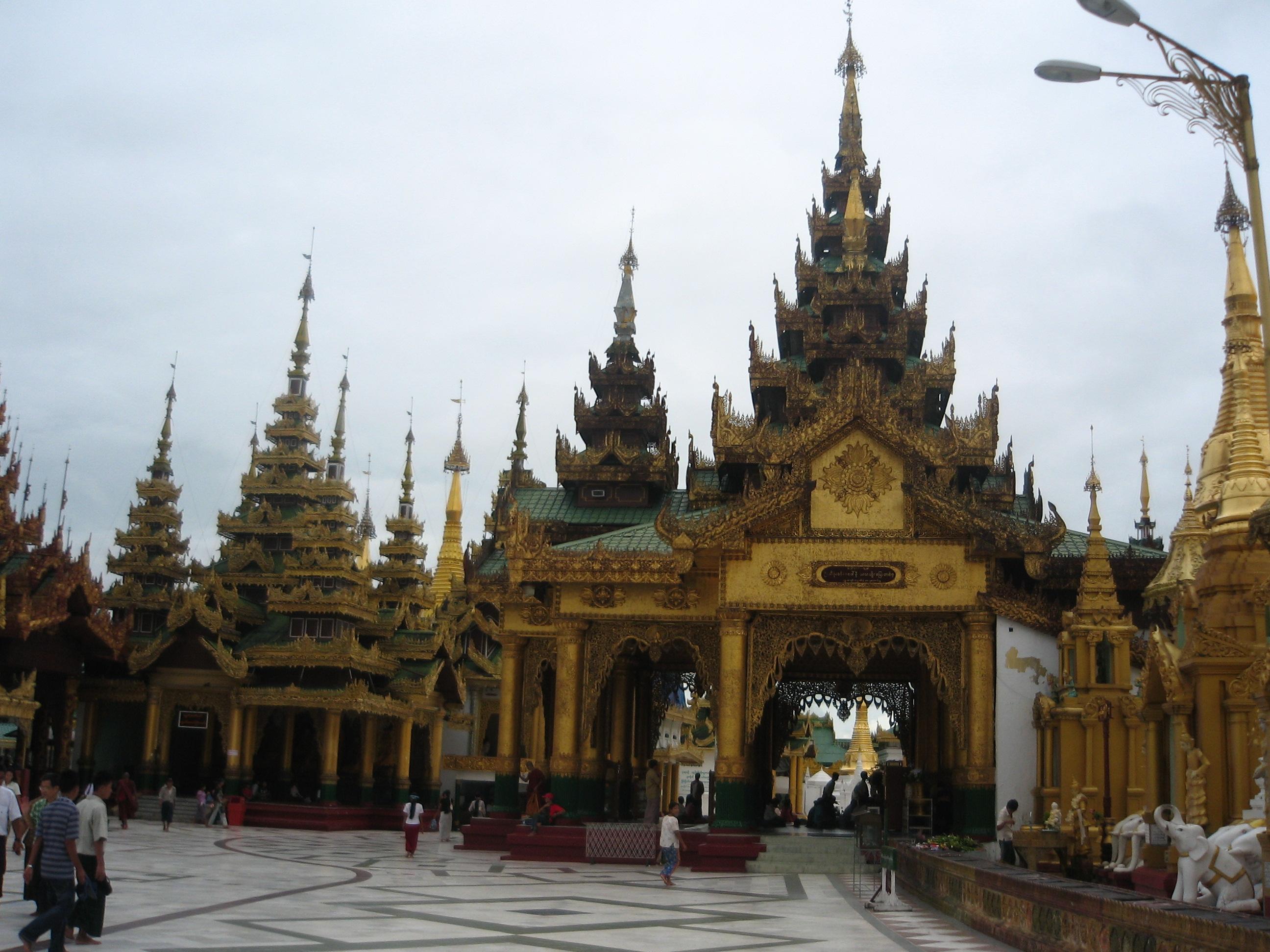
Oriental mote (edifício do ponto cardinal)
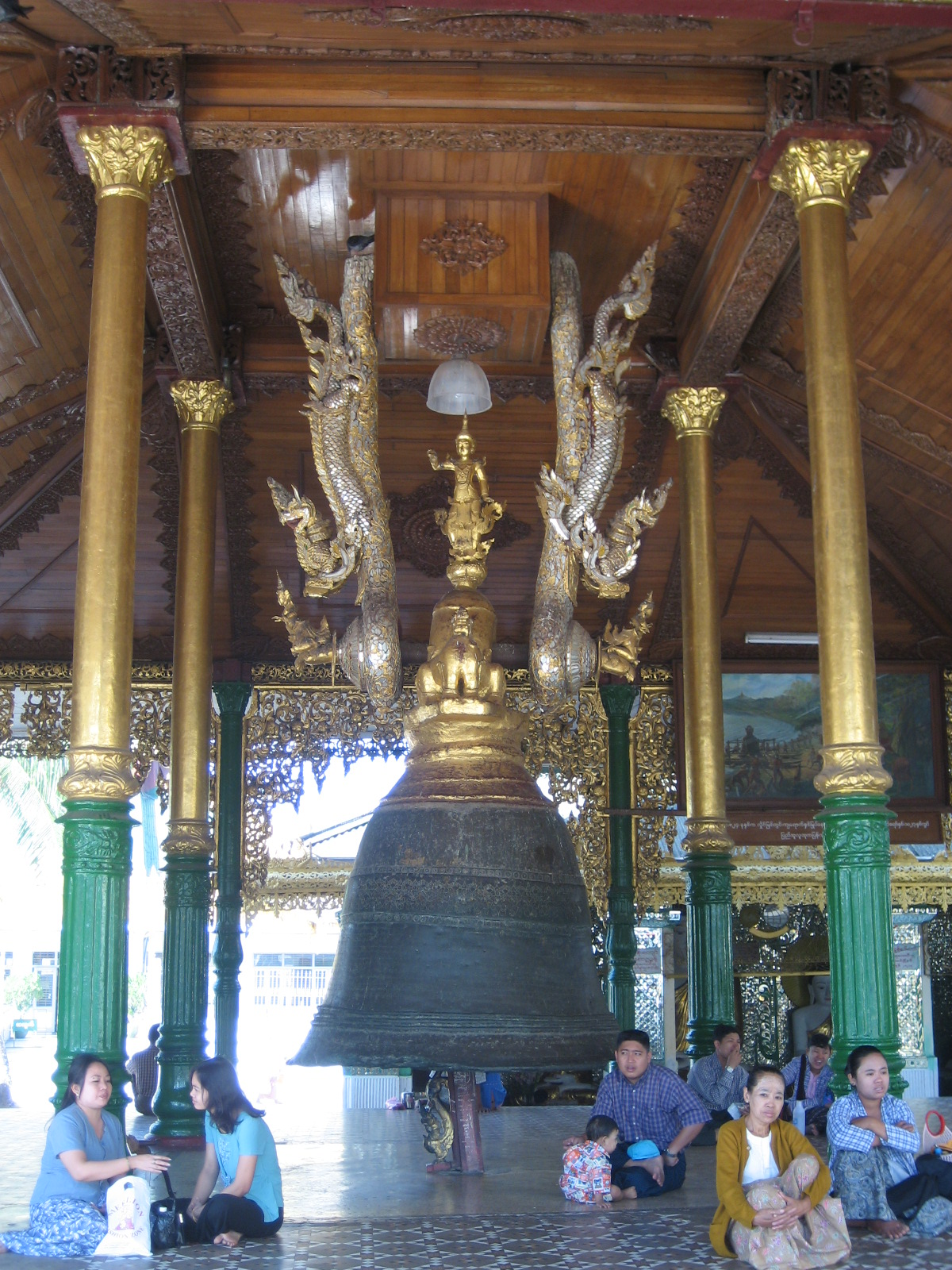
O Sino Singu Min
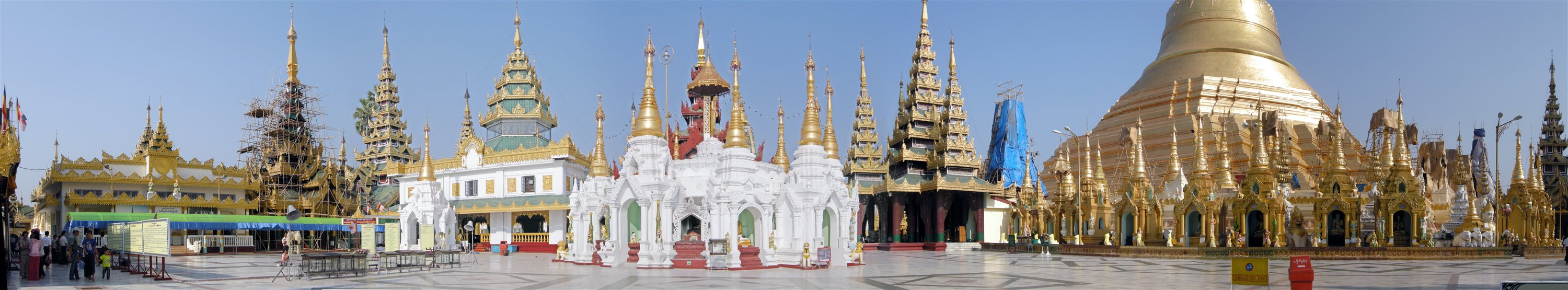
Vista panorâmica
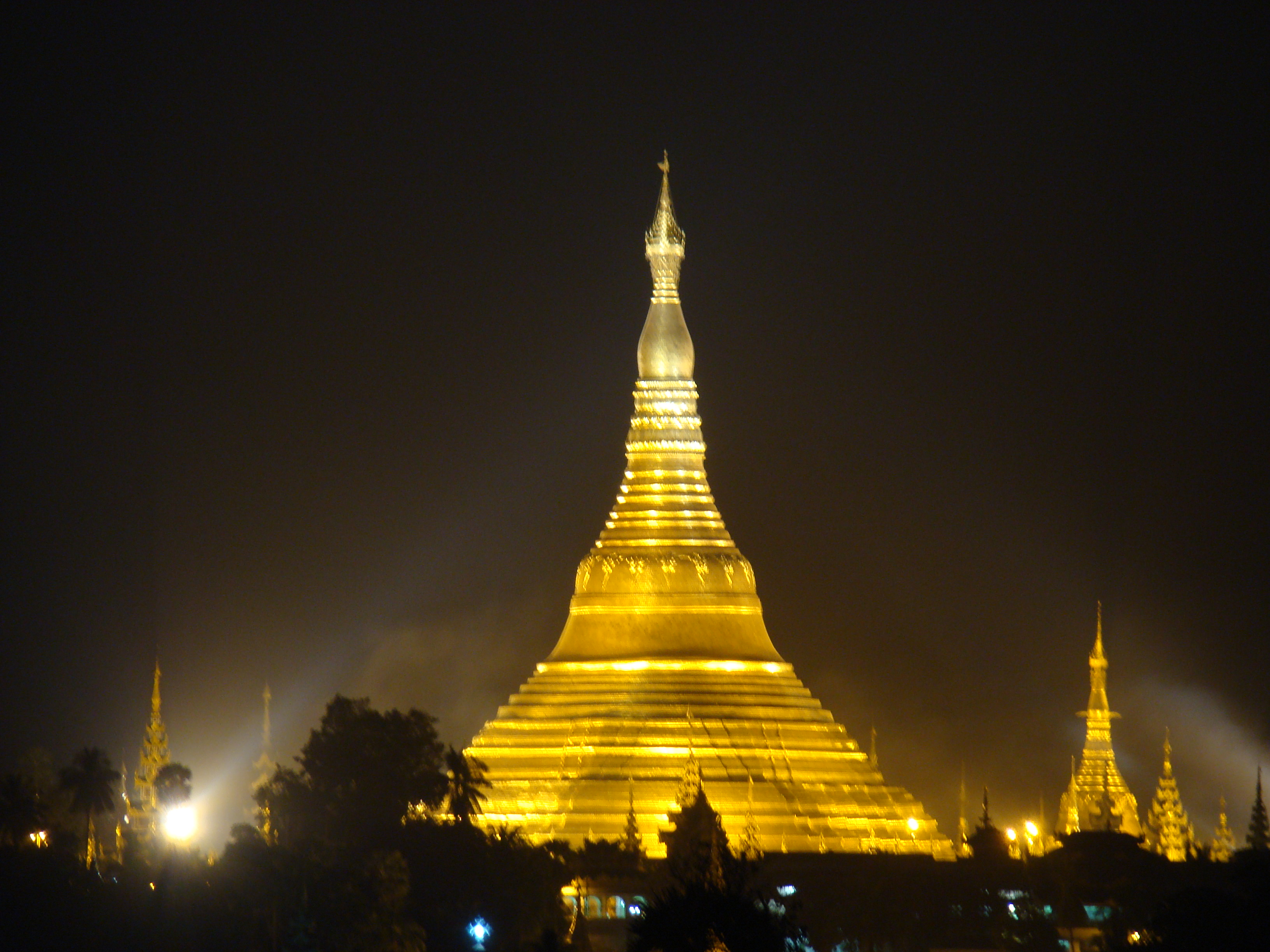
Pagode Shwedagon à noite
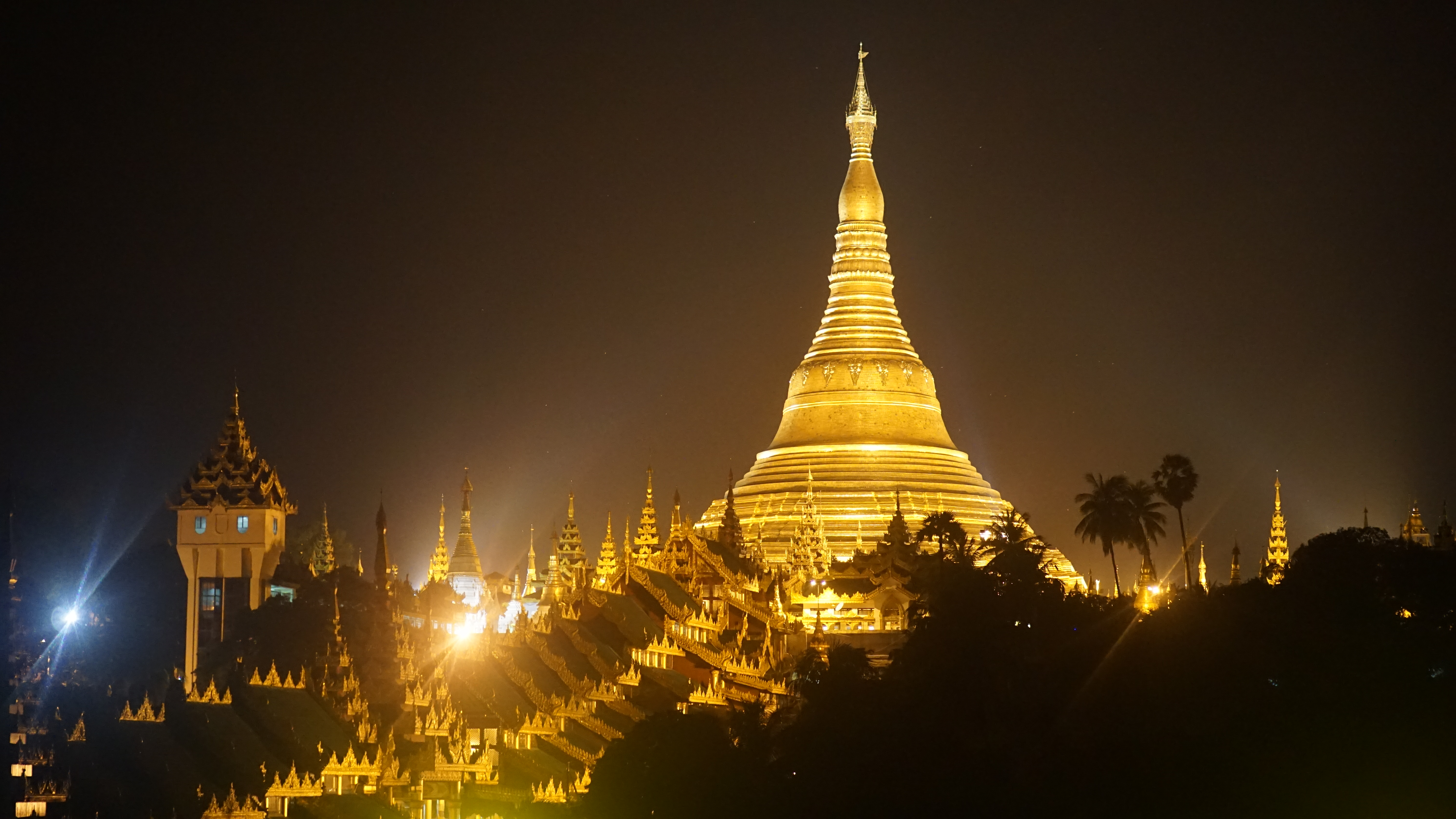
Pagode Shwedagon à noite do lado leste
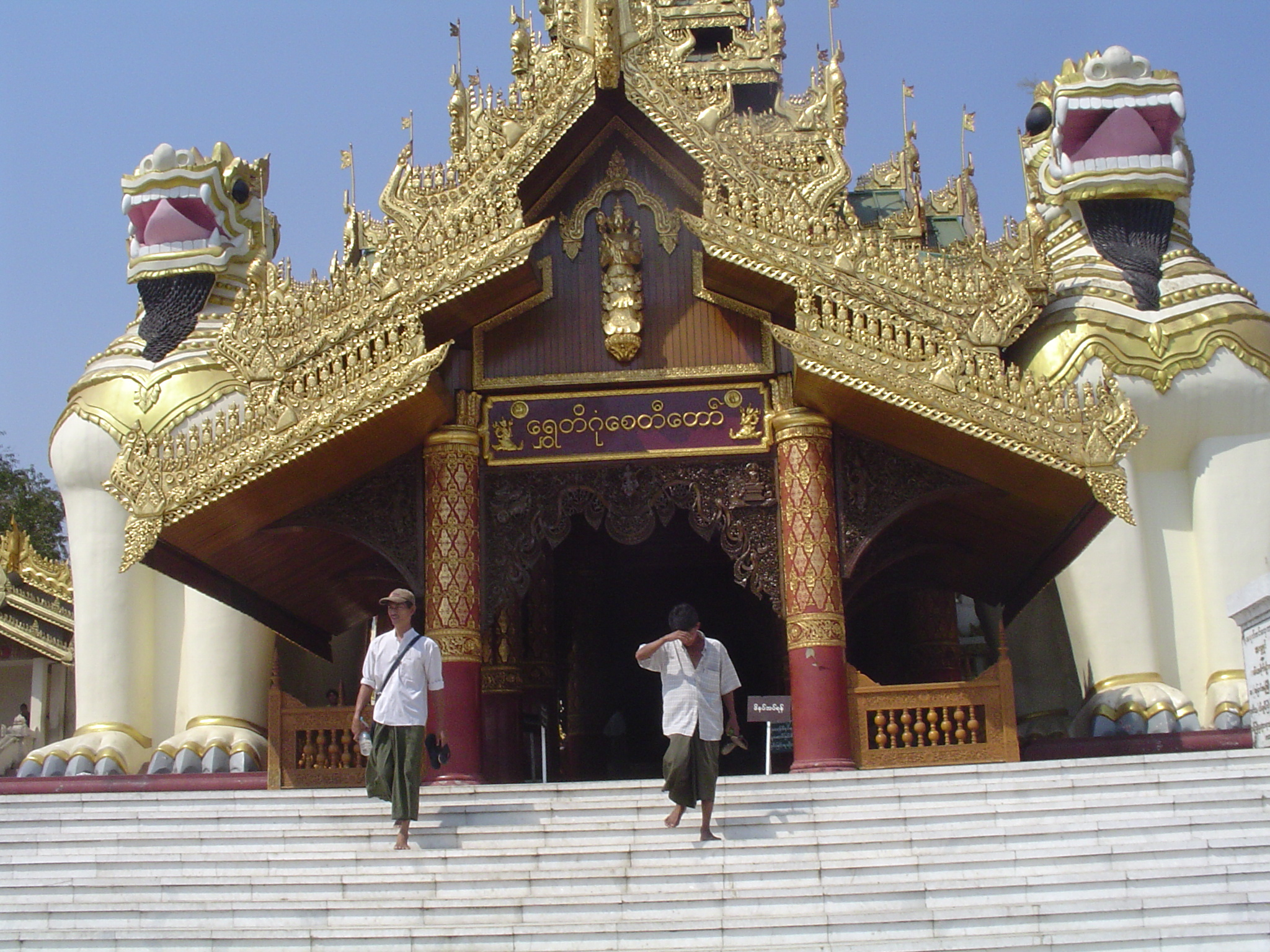
Entrada do Sul
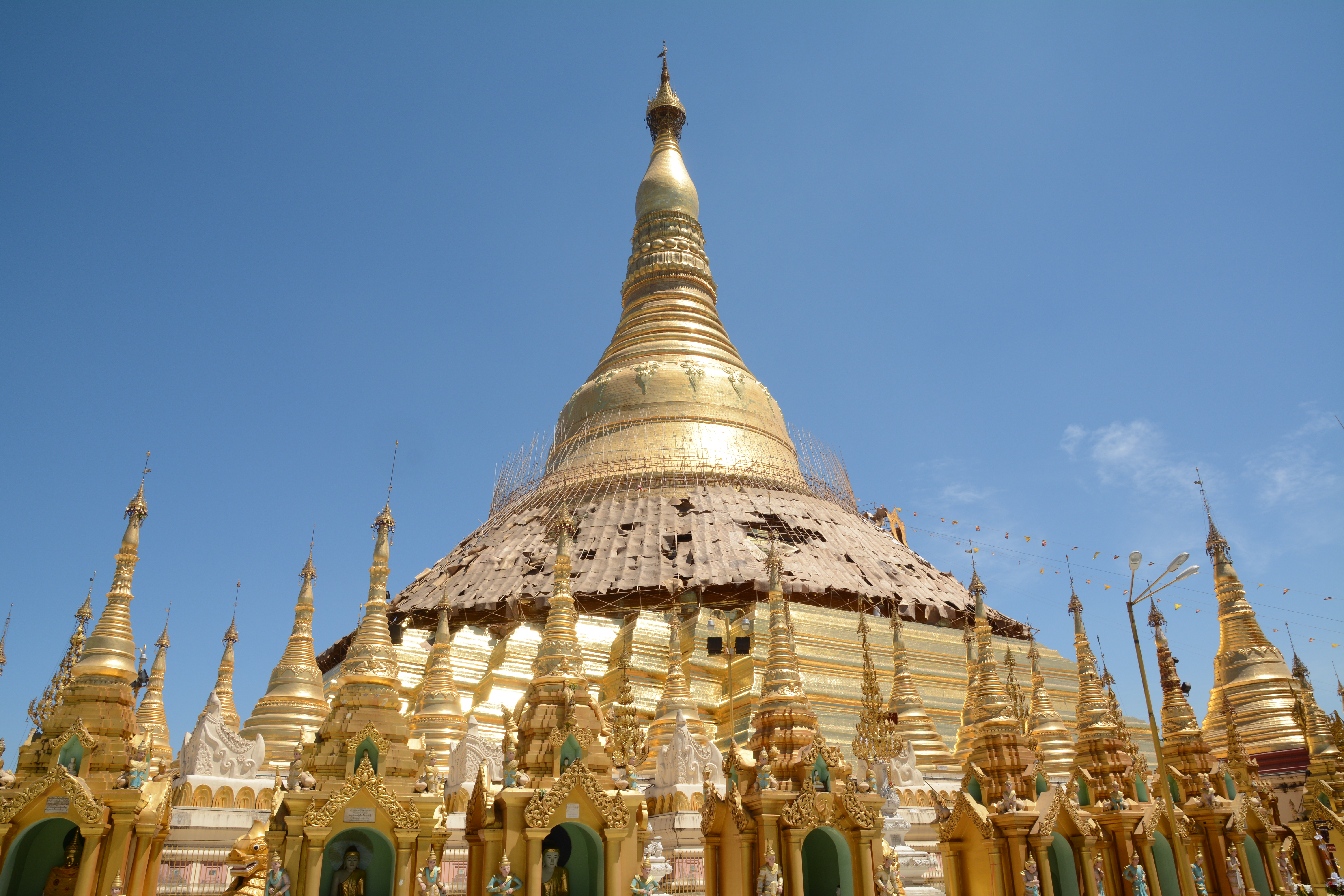
Reparando
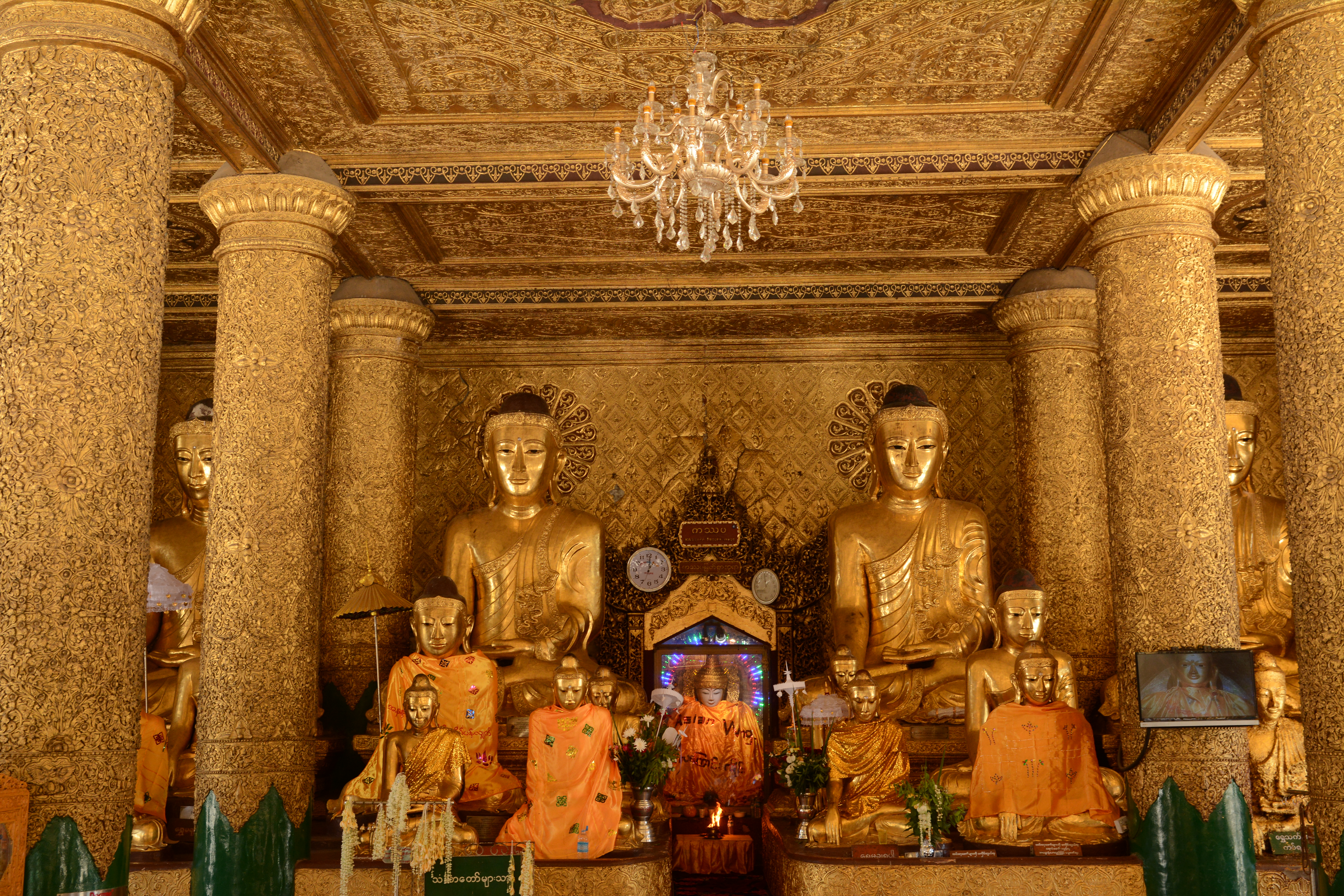
Interior
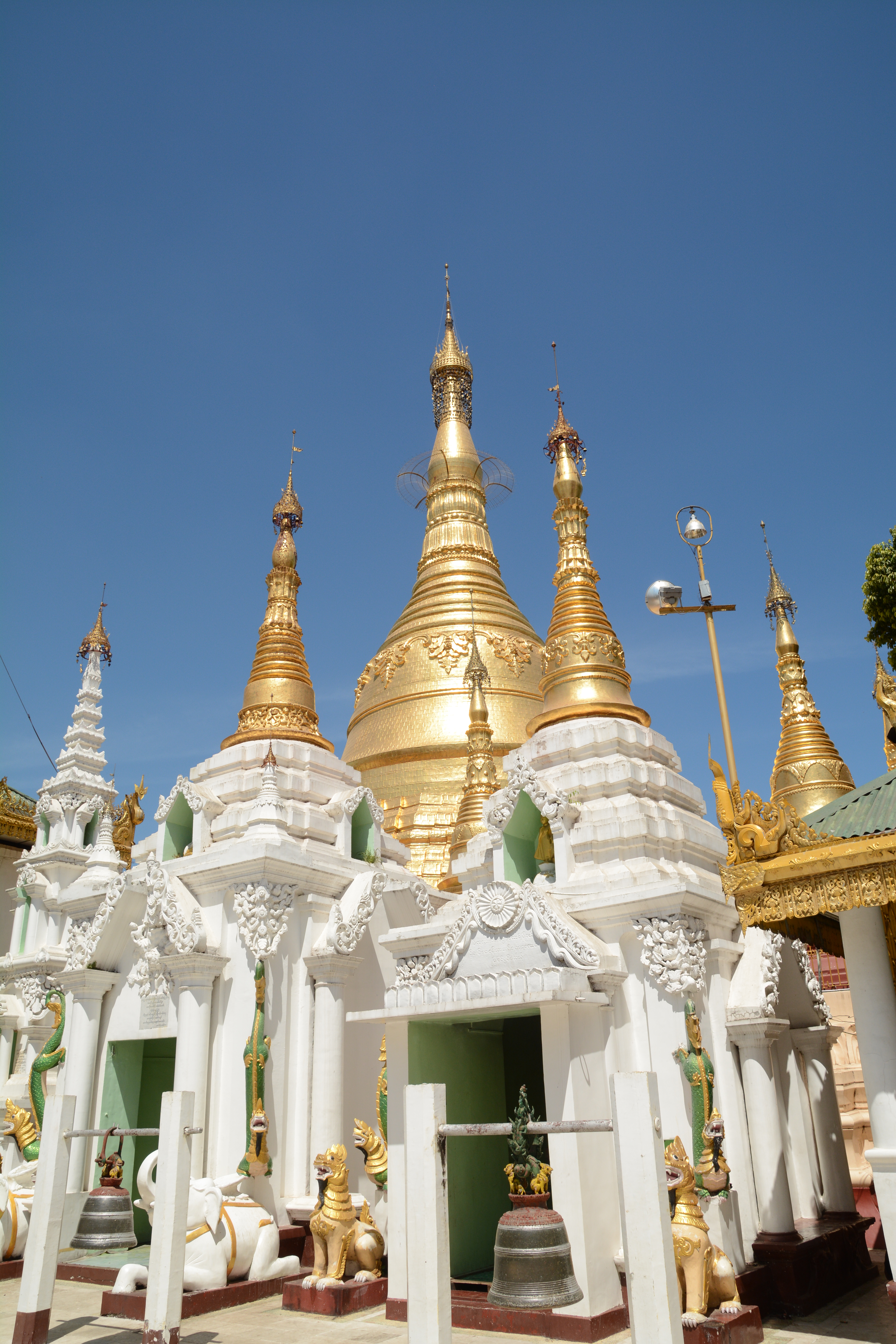
Pagode de segunda altura
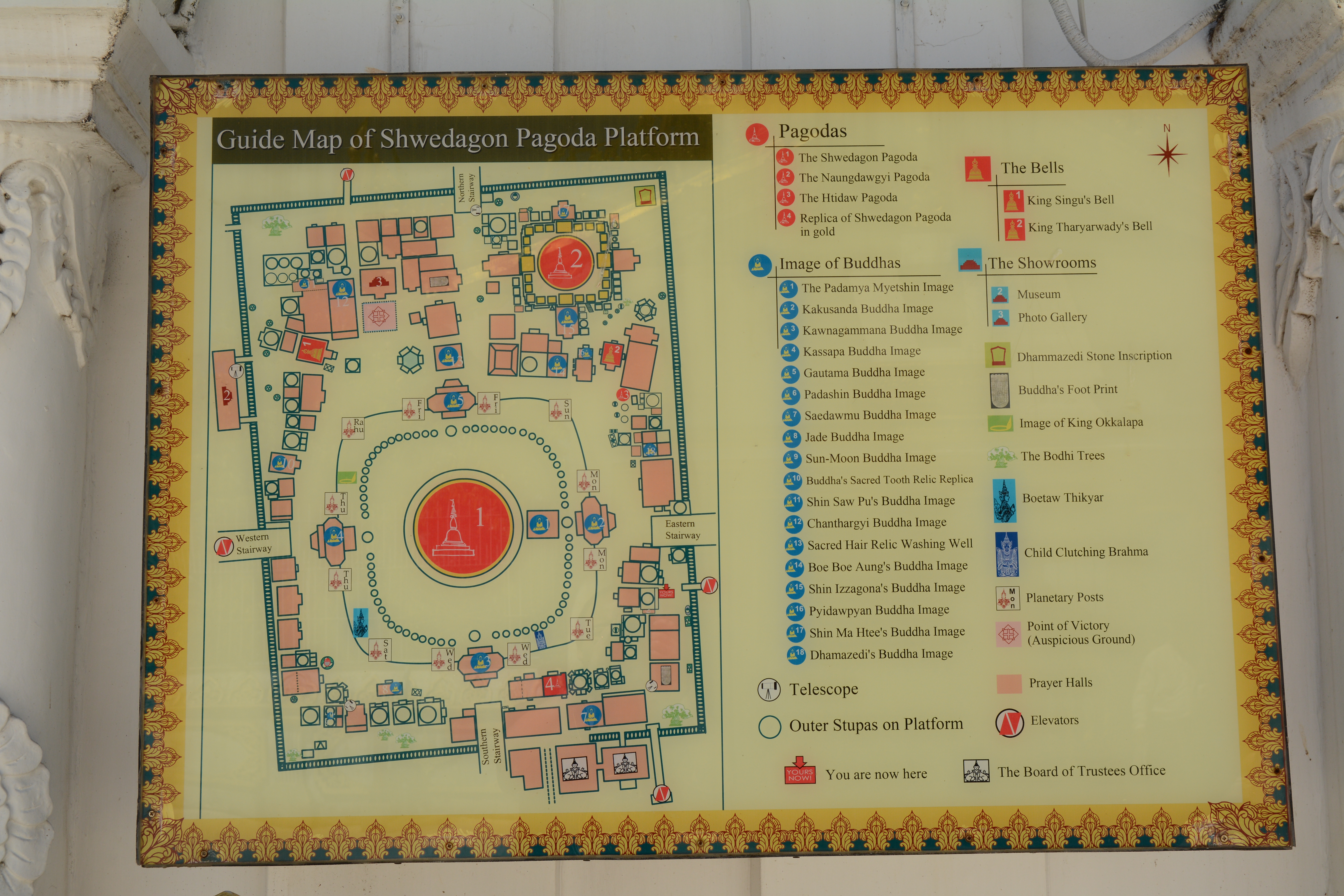
Mapa interno
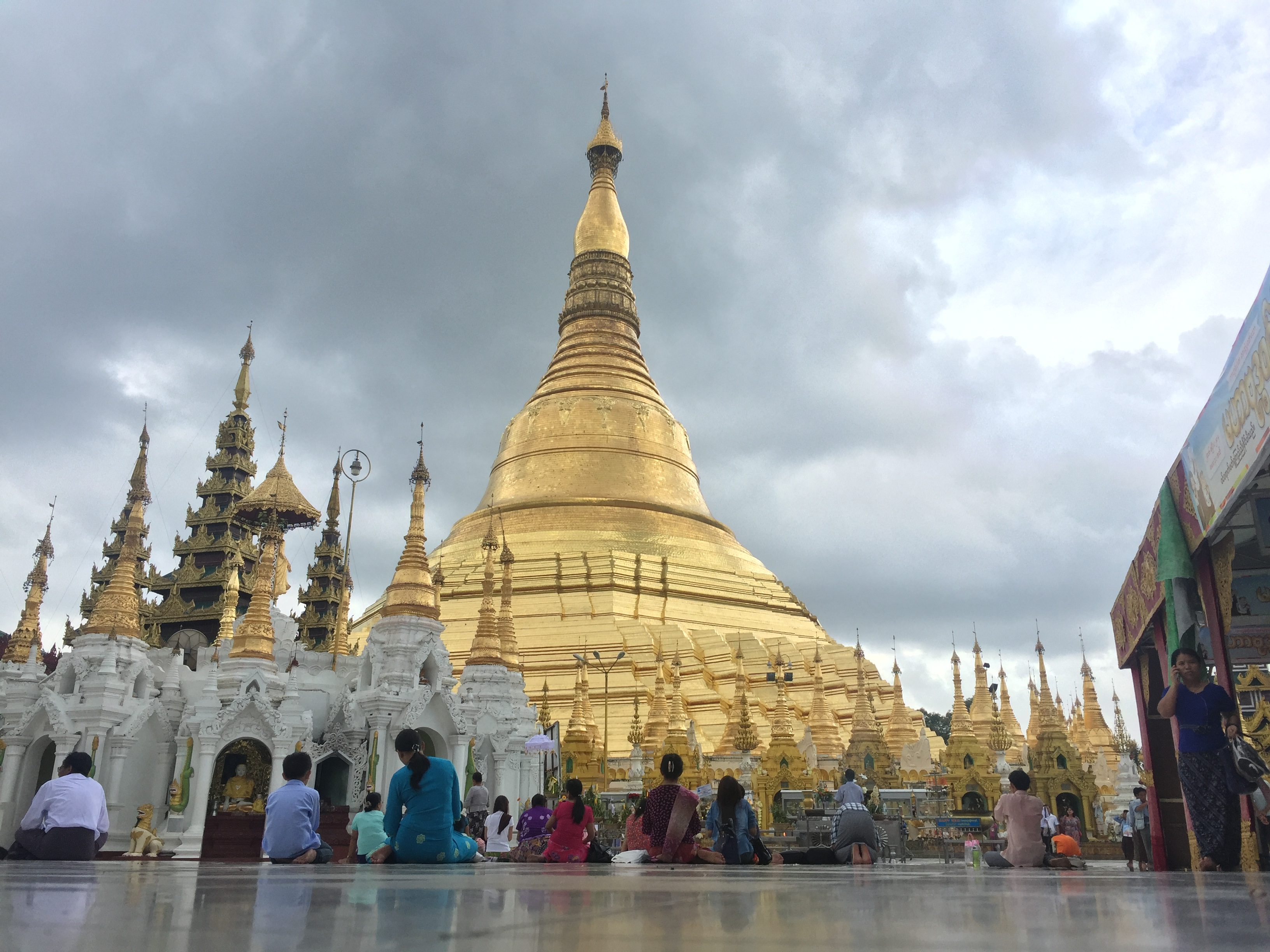
Um dia ensolarado em Shwedagon
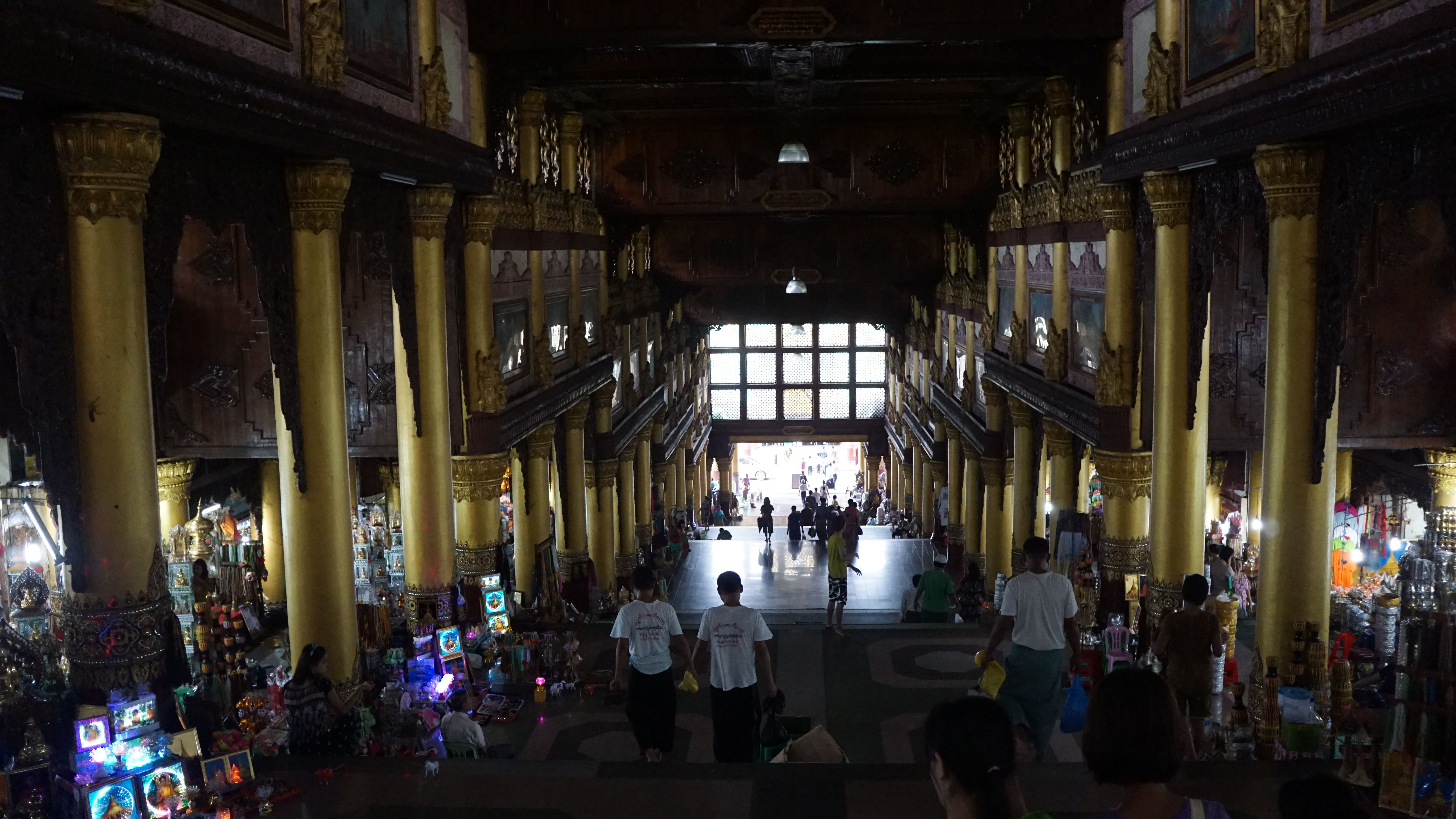
Caminho do portão oriental do Pagode Shwedagon
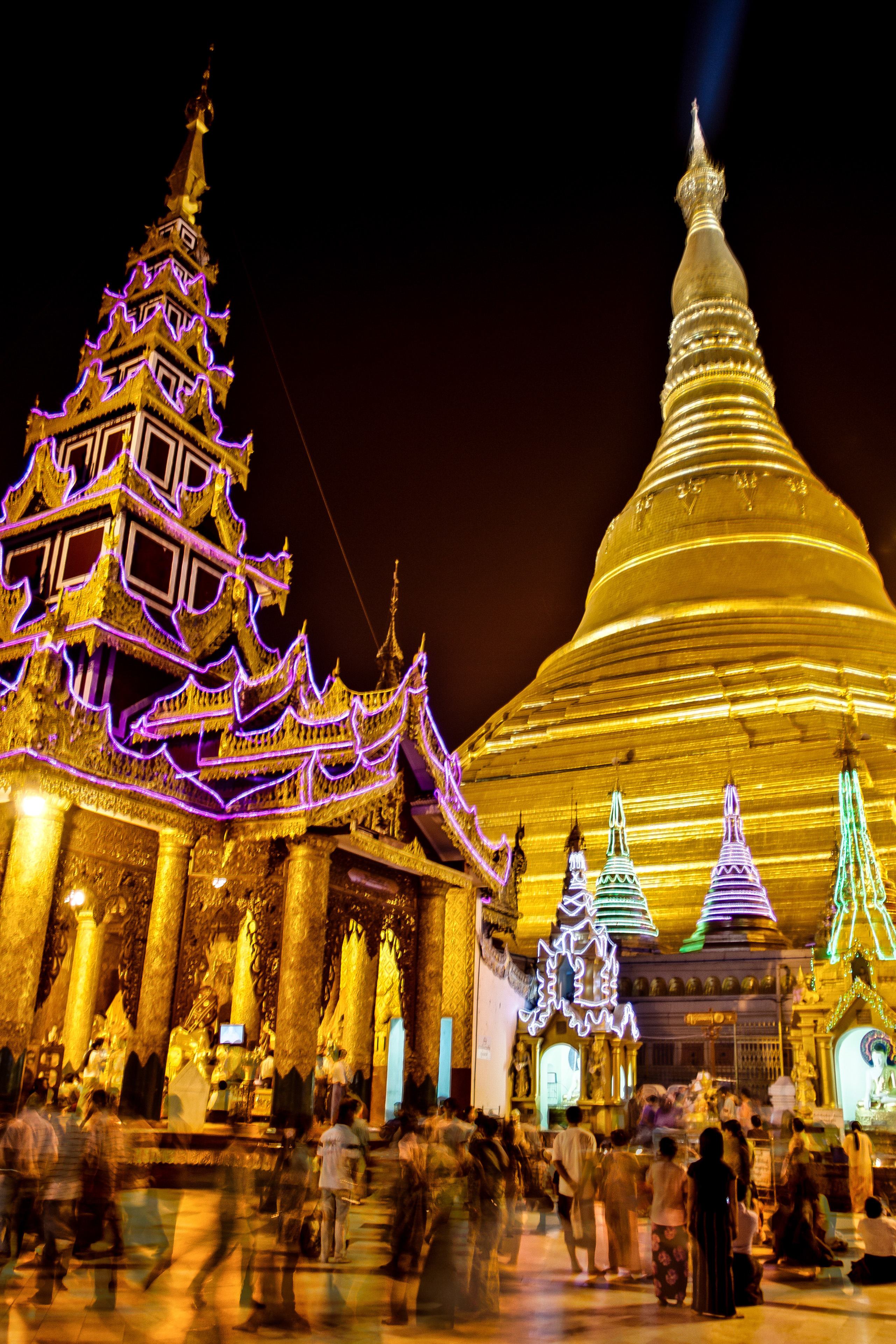
Shwedagon Pagoda - Yangon, Myanmar